# Liste der Monuments historiques in Lagesse
Die Liste der Monuments historiques in Lagesse führt die Monuments historiques in der französischen Gemeinde Lagesse auf.

## Liste der Objekte
| Bezeichnung                      | Beschreibung                                                        | Standort                       | Kennzeichnung | Schutzstatus | Datum | Bild |
| -------------------------------- | ------------------------------------------------------------------- | ------------------------------ | ------------- | ------------ | ----- | ---- |
| Prozessionsstab Madonna mit Kind | Holz, farbig gefasst und vergoldet, 18. oder frühes 19. Jahrhundert | in der Kirche St-Martin (Lage) | PM10004900    | Inscrit      | 1974  |      |